# Église Saint-Lébuin
L’église Saint-Lébuin ou Grande Église Saint-Lébuin (en néerlandais : Grote of Lebuinuskerk) est une église protestante de Deventer, dans la province néerlandaise d'Overijssel. Elle est un monument national depuis 1968.

## Histoire

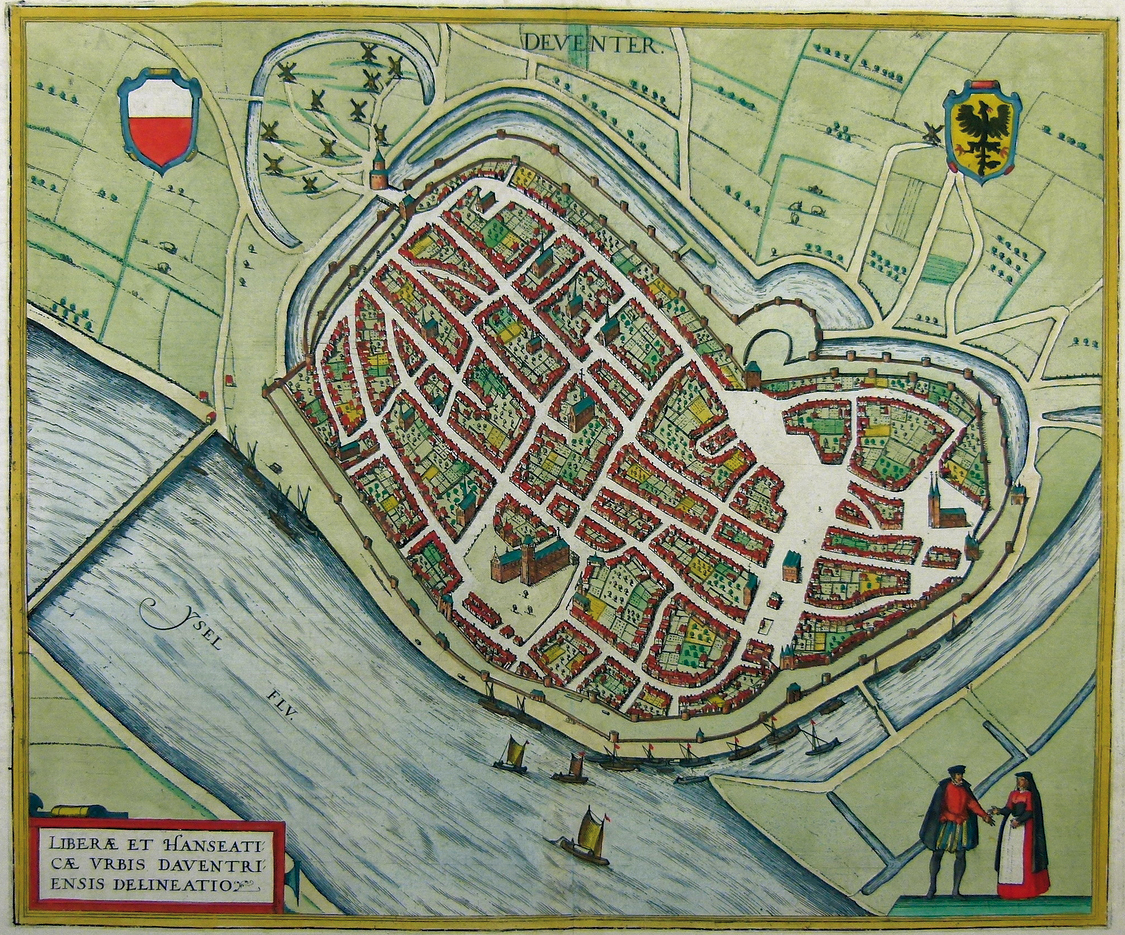
Plan de Deventer en 1581, au temps où l'église était cathédrale du diocèse de Deventer.

Cette église-halle gothique est construite entre 1450 et 1525.
Consacrée à l'origine au missionnaire anglais Lébuin, elle fait partie de l'archidiocèse d'Utrecht. Elle a servi de cathédrale pendant la courte existence du diocèse catholique romain de Deventer (1559-1591). Sur ce, elle revient au culte protestant, avec des modifications substantielles de la décoration intérieure, et prend le nom de Grote Kerkhof.
Le temple appartient à l'Église protestante aux Pays-Bas, tandis que la tour est propriété municipale.
L'église est un monument national, inscrit le 2 juillet 1968. Son orgue, créé par Franz Caspar Schnitger (de) en 1722, est remplacé en 1839 par un instrument de Johann Heinrich Holtgräve.
Une campagne de restauration a eu lieu de la fin du XXe siècle au début du XXIe siècle.

## Vie de Lébuin
Lébuin est un missionnaire anglais, mort vers 775. Il se met au service de Grégoire, abbé de Saint-Martin d'Utrecht. Grégoire l'envoie évangéliser les régions de l'IJssel, zone frontière située entre les territoires frisons et saxons d'une part, et l'empire franc d'autre part. Lébuin construit la première église de Deventer, qui est aussitôt détruite par les païens. Il meurt vraisemblablement le 12 novembre 775, jour où il est fêté, au plus tard en 787 et est enterré à Deventer. L'église est reconstruite par Ludger, missionnaire originaire d'Utrecht qui deviendra le premier évêque de Münster. L'identité de Lébuin est vraisemblablement confondue avec celle d'un autre saint, Liévin dont la fête est également célébrée le 12 novembre.

## Galerie

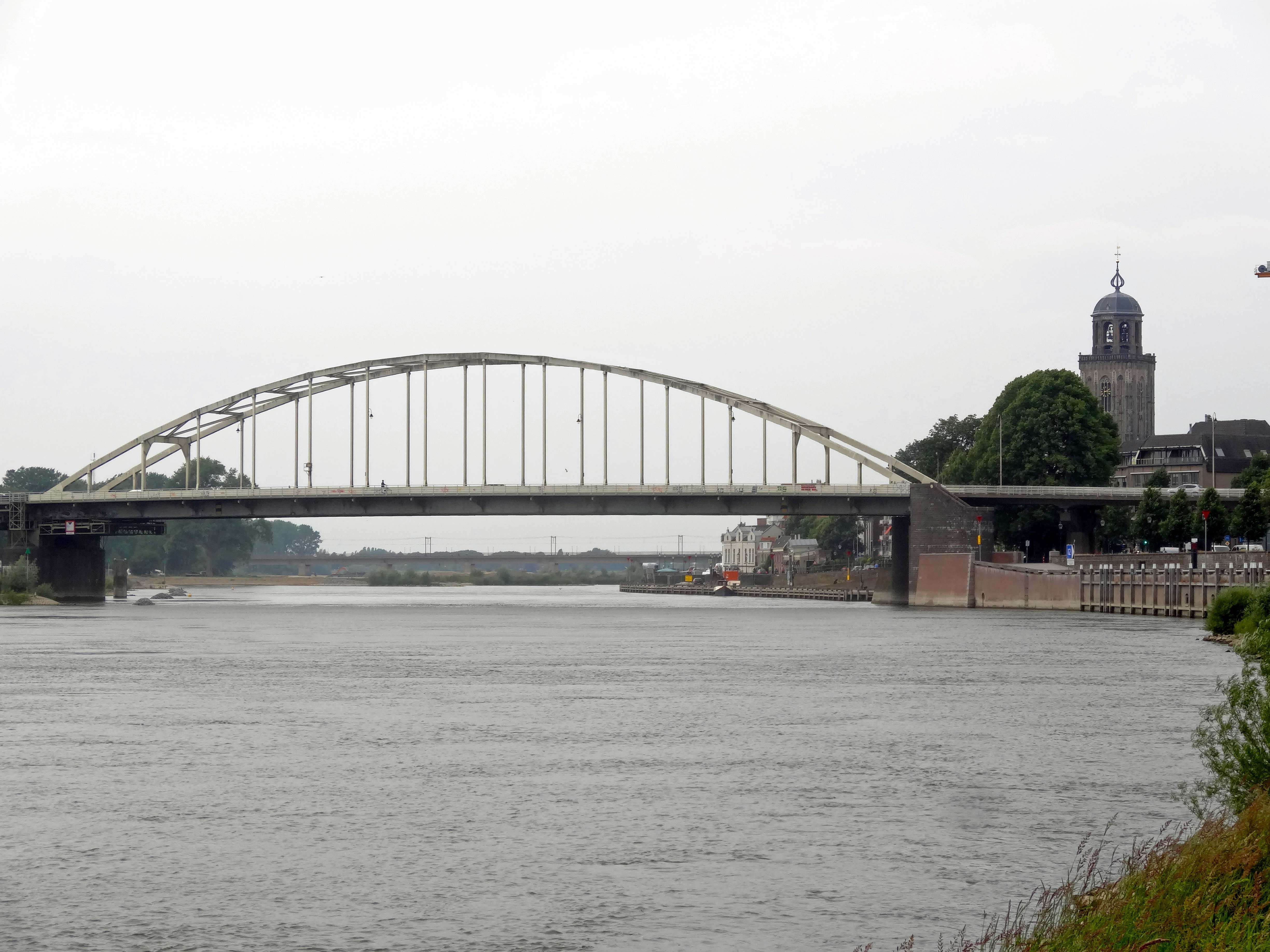
Panorama sur l'IJssel et l'église.
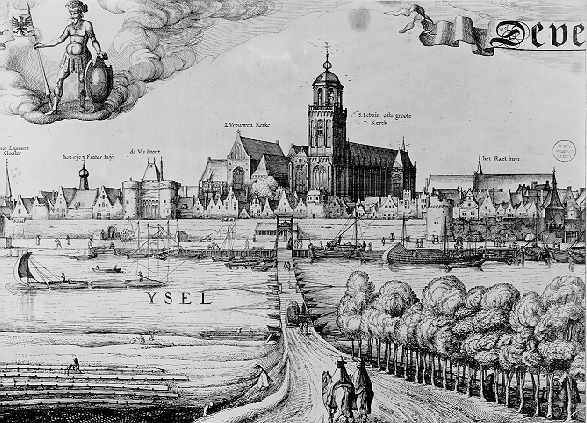
L'église vers 1600.
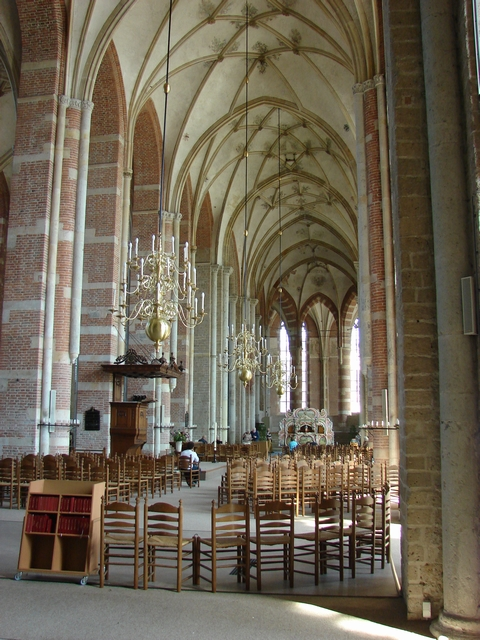
Intérieur et nef.
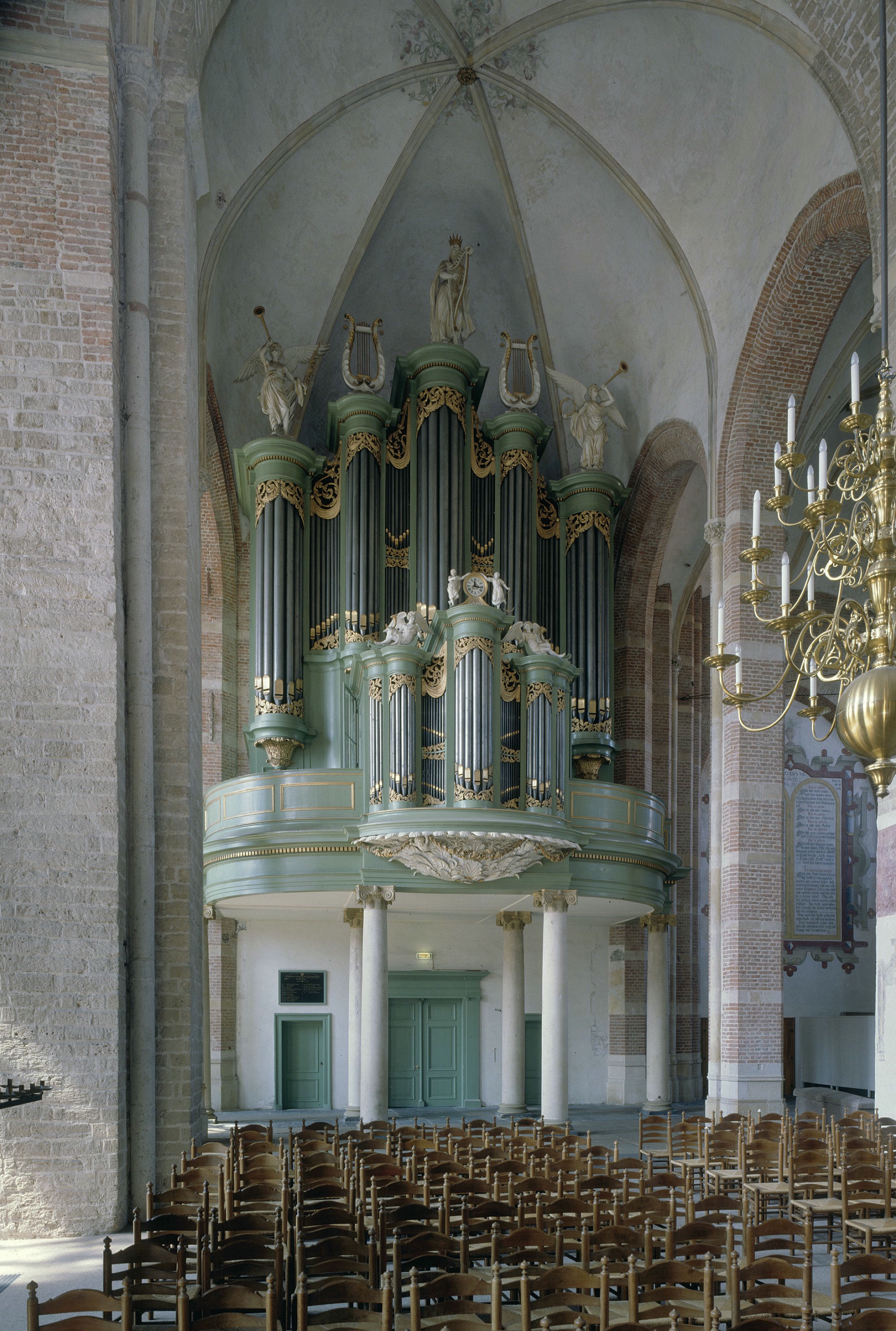
L'orgue.

## Personnalités liées à l'église
- Francine Descartes y est baptisée le 28 juillet 1635